# Engine Company No. 28
La Engine Company No. 28 est une ancienne caserne du Los Angeles Fire Department située sur Figueroa Street (en) à Downtown Los Angeles. Elle est construite en 1912 pour un coût de 50 000 dollars et ferme en 1967.
Il s'agit de la première caserne de la ville construite en béton armé ingifugé. Elle est aussi faite de brique et de tuile canal. Le bâtiment est inscrit au Registre national des lieux historiques le 16 novembre 1979. Il s'agit aussi du Los Angeles Historic-Cultural Monument numéro 348.
À la fin des années 1980, le bâtiment est reconverti en un restaurant baptisé Engine Company No. 28, où sont servis des plats inspirés de ceux habituellement préparés dans les casernes de pompiers américaines.
Le bâtiment est présenté comme une caserne en activité dans le jeu vidéo L.A. Noire.
Il abrite actuellement les cabinets des avocats Mark Geragos et Brian Kabateck.